# Tokuhime (gia tộc Tokugawa)
Tokuhime (督姫 (Đốc Cơ) 1565 – 3 tháng 3 năm 1615, hậu tố "Hime" có nghĩa là "công chúa" hay "phu nhân") là một nhân vật lịch sử sống trong thời kỳ Chiến quốc và thời kỳ Edo. Bà là thứ nữ của Tokugawa Ieyasu; mẹ bà là Tây Quận Chi Phương (西郡の方), một trong những phi tần của Tướng quân Ieyasu. Tokuhime còn được gọi là Ofū, Tomiko, Harima-gozen và Ryōshō-in.

## Cuộc đời
Năm 1582, sau cái chết của Oda Nobunaga trong Sự kiện Honnōji khiến các tỉnh Kai và Shinano trở nên phụ thuộc, cuộc đấu tranh giữa Ieyasu và Hōjō Ujinao bắt đầu. Vào thời điểm đó, hai người có sức mạnh quân sự gần như bằng nhau và nghĩ rằng một cuộc chiến nếu diễn ra sẽ không có lợi cho cả đôi bên, nên họ đã chính thức giảng hòa. Để thực hiện thỏa thuận hòa bình giữa hai gia tộc, Ieyasu đã đồng ý gả con gái là Công chúa Toku cho Ujinao.
Năm 1590, Toyotomi Hideyoshi phát lệnh tấn công thành trì của gia tộc Hōjō tại Thành Odawara trong Cuộc vây hãm Odawara, với ý đồ tiêu diệt gia tộc Hōjō để củng cố quyền lực cho mình. Vào thời điểm đó, Ujinao đã cầu cứu nhạc phụ Ieyasu, sau ông đã thuyết phục Hideyoshi tha cho Ujinao và vợ Tokuhime, cho lưu đày họ đến Núi Kōya. Năm sau, Ujinao qua đời. Phu nhân Tokuhime và chồng Ujinao có hai cô con gái, trong đó có Hōshuin-dono. Sau khi chồng qua đời, bà trở về với cha mình, Ieyasu.
Vào năm 1594, Hideyoshi đã sắp xếp cho Toku kết hôn với Ikeda Terumasa (池田 輝政) . Họ sinh được năm người con trai: Ikeda Teruoki (池 田輝興), Ikeda Teruzumi (池 田輝澄), Ikeda Masatsuna (池田 政綱), Ikeda Tadatsugu (忠 継) và Ikeda Tadakatsu (池田忠雄); và hai cô con gái: trong đó có Furihime (振姫, sau này được gọi là Kōshōin 孝 勝院). Tadatsugu thống trị Thành Okayama khi mới năm tuổi, sau khi Kobayakawa Hideaki qua đời.